# منتخب العراق الوطني لكرة القدم للطلبة
منتخب العراق الوطني لكرة القدم للطلبة، وهو فريق مختار من طلاب وفق شروط معينة لتمثيل العراق في المسابقات المدرسية لكرة القدم.

## سجل الألعاب المدرسية العربية
سجلت الإصدارات الأخيرة للألعاب المدرسية العربية رقمًا قياسيًا.
| سجل الألعاب المدرسية العربية | سجل الألعاب المدرسية العربية | سجل الألعاب المدرسية العربية | سجل الألعاب المدرسية العربية | سجل الألعاب المدرسية العربية | سجل الألعاب المدرسية العربية | سجل الألعاب المدرسية العربية | سجل الألعاب المدرسية العربية | سجل الألعاب المدرسية العربية |
| سنة                          | نتيجة                        | لعب                          | فاز                          | تعادل                        | خسر                          | سجل                          | تلقى                         |                              |
| ---------------------------- | ---------------------------- | ---------------------------- | ---------------------------- | ---------------------------- | ---------------------------- | ---------------------------- | ---------------------------- | ---------------------------- |
| 16th Edition - 2006          | Champions                    | 5                            | 4                            | 1                            | 14                           | 4                            | 0                            |                              |
| 17th Edition - 2008          | 4th Place                    | 6                            | 3                            | 1                            | 2                            | 10                           | 6                            |                              |
| 18th Edition - 2010          | Champions                    | 5                            | 3                            | 1                            | 1                            | 6                            | 4                            |                              |
| 19th Edition - 2013          | Group C - 3rd Place          | 3                            | 1                            | 1                            | 1                            | 5                            | 3                            |                              |